# Tetragnatha uluhe
Tetragnatha uluhe är en spindelart som beskrevs av Gillespie 2003. Tetragnatha uluhe ingår i släktet sträckkäkspindlar, och familjen käkspindlar. Inga underarter finns listade i Catalogue of Life.